# Бейки, Уильям Бальфур
Уильям Бальфур Бейки (англ. William Balfour Baikie; 21 августа 1824, Керкуолл, Оркнейские острова — 30 ноября 1864) — шотландский исследователь, натуралист и филолог, старший сын капитана Джона Бейки.

## Биография
Родился в Керкуолле, Оркнейские острова. Изучал медицину в Эдинбурге и после получения диплома врача вступил в Королевский военно-морской флот в 1848 году.
Он рано привлёк внимание сэр Родерика Мурчисона, с помощью которого был назначен хирургом и естествоиспытателем в экспедиции на Нигер, посланной в 1854 году Макгрегором Лэйрдом с государственной поддержкой. Смерть старшего офицера (консула Бикрофта), произошедшая на Фернандо-По, привела к тому, что Байки стал командиром корабля. Взойдя по реке Бенуэ около 250 метров выше точки, достигавшейся прежними исследователями, маленький пароход Pleiad вернулся и достиг устья реки Нигер, после путешествия, продолжавшегося 118 дней, без единого потерянного человека. Экспедиции было поручено приложить любые усилия по помощи Генриху Барту, который в 1851 году пересек Бенуэ в её верхнем течении, но Бейки был не в состоянии получить любую достоверную информацию о нём.
Вернувшись в Англию, Бейки рассказал о своей работе в сочинении Narrative of an Exploring Voyage up the Rivers Kwora and Binue … (Лондон, 1856).
В марте 1857 года Бейки в ранге британского консула начал ещё одну экспедицию на Pleiad. После двух лет, проведённых в изучении Нигера, его судно потерпело крушение при прохождении через некоторые из порогов реки, и Бейки не мог больше держать свою группу вместе. Все вернулись домой, но сам он решил в одиночку осуществить цели экспедиции. Сев в небольшую лодку с одним или двумя местными жителями в месте слияния рек Нигер и Бенуэ, он выбрал Локойю как базу его будущих операций; это место было выбрано для фермы, устроенной экспедицией, посланной правительством Великобритании в 1841 году, и было заброшено в течение двенадцати месяцев после смерти большинства белых поселенцев там. После покупки участка и заключения договора с фульским эмиром Нупе он начал работы по очистке земли, строительству зданий, укреплений и закладыванию места для будущего города.
Местные жители стекались к нему со всех соседних районов, и в его поселении были представители почти всех племён Западной и Центральной Африки. Для сложившегося пёстрого содружества он действовал не только как правитель, но и как врач, учитель и священник. Менее чем за пять лет он открыл навигацию по Нигеру, проложил дороги и создал рынки, к которым местное население привозило различные товары для продажи и обмена. Он также составил словари почти пятидесяти африканских диалектов и перевёл части Библии и молитвенника на язык хауса. За время его проживания в Африке он был лишь один раз вынужден использовать вооружённую силу против окрестных племён. По дороге домой, в отпуск, он умер в Сьерра-Леоне 30 ноября 1864 года. Он много сделал для укрепления британского влияния на Нигере, но после его смерти британское правительство отменило консульства (1866), но именно благодаря его частному предприятию примерно двадцать лет спустя районы, где Бейки действовал столь успешно, в итоге стали колониями Великобритании.
В 1861 году была впервые напечатана его этнографическая работа о хауса и фульбе Observations on the Hausa and Fulfulde, а его перевод псалмов на язык хауса был опубликован Библейским обществом в 1881 году. Он был также автором ряда работ по Оркнейским и Шетландским островам. В Керкуоле у древнего собора Святого Магнуса ему был установлен памятник.
- Эта статья (раздел) содержит текст, взятый (переведённый) из одиннадцатого издания «Британской энциклопедии», перешедшего в общественное достояние.